# Corybas expansus
Corybas expansus är en orkidéart som beskrevs av David Lloyd Jones. Corybas expansus ingår i släktet Corybas, och familjen orkidéer. Inga underarter finns listade i Catalogue of Life.